# Larry Graham
Larry Graham (Beaumont, 14 agosto 1946) è un bassista, cantante e produttore discografico statunitense, conosciuto per aver suonato il basso elettrico nella popolare e influente funk band Sly & the Family Stone. Inoltre è stato il fondatore e leader della Graham Central Station. A lui è accreditata l'invenzione della tecnica dello slapping.

## Biografia
Nato a Beaumont (Texas), cresciuto in una famiglia di musicisti, Graham ha suonato il basso elettrico nella famosa funk band Sly & the Family Stone dal 1966 al 1972.
È considerato il pioniere della tecnica slap e pop nel basso elettrico, tecnica che sviluppò inserendo elementi percussivi ed elementi ritmici nel corpo della melodia del basso.
Questo stile è tuttora molto diffuso nella musica funky moderna. Lo slap and pop incorpora le cosiddette note "Ghost" (fantasma), cioè note che non hanno una timbrica ben definita, queste sono normalmente suonate stoppando la corda con la mano sinistra in modo da non produrre una nota ma solo un suono percussivo, alternandole a quelle normali, per ottenere un nuovo effetto ritmico. Ciò consentì a Larry Graham l'esecuzione di figure ritmiche più complesse (paradiddle) per uno strumento non esclusivamente percussivo. 
Questo nuovo modo di suonare fu più tardi usato da vari artisti come Les Claypool, Bootsy Collins, Louis Johnson, Mark King, Flea, Victor Wooten, Marcus Miller, Stanley Clarke, John Norwood Fisher, P-Nut, Danny McCormack, Matt Noveskey e Dirk Lance.

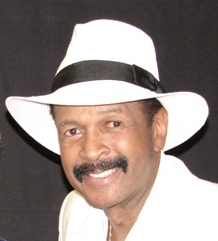
Larry Graham nel 2011

Dopo lo scioglimento del duo dei Family Stone, dovuta ad overdose di droga del cantante, Graham formò da solo una sua band, i Graham Central Station. Il nome fu preso dalla Grand Central Station, la stazione centrale di Manhattan, nel mezzo della città di New York. I Graham Central Station pubblicarono molti brani di successo negli anni settanta, incluso il singolo Hair.
A metà degli anni settanta, Larry Graham lavorò con Betty Davis, seconda moglie della leggenda del jazz Miles Davis. La band di Betty Davis, che includeva membri dei Tower of Power e dei Pointer Sisters, registrò tre album ben accolti dalla critica ma con un successo limitato.
Nel 1975 divenne un Testimone di Geova e in seguito avrebbe convertito a tale credo il cantante Prince. All'inizio degli anni ottanta registrò cinque album solisti contenenti molti successi. La sua più grande hit fu "One in a Million, You", che raggiunse la posizione numero 9 nella Billboard chart del 1980.
Nei primi anni novanta ha riunito i Graham Central Station ed ha suonato con loro per molti anni, durante i quali ha registrato 2 album live. Uno fu registrato in Giappone nel 1992, mentre l'altro fu registrato a Londra nel 1996 (di quest'ultimo furono realizzate solo 1000 copie, per essere venduti esclusivamente ai concerti).
Nel 1998, ha registrato un altro album sotto il nome di Graham Central Station. L'album, chiamato GCS 2000, è dovuto ad una collaborazione fra Larry Graham e Prince: Graham scrisse tutte le canzoni (eccetto una, che è stata scritta in collaborazione con Prince). L'album è stato coprodotto da Graham e Prince, e molte parti strumentali e vocali sono state registrate con la collaborazione di Prince. Graham ha partecipato ai vari tour di Prince tra il 1997 ed il 2000. Inoltre è apparso in una videocassetta di Prince dal titolo Beautiful Strange (1998) e nel DVD di Prince Rave Un2 the Year 2000.
Nel 2007 è stato invitato a suonare a Minneapolis con la riformata Sly & the Family Stone, ma ha rinunciato poiché era fuori città. È apparso comunque sul palco a Minneapolis l'8 luglio 2007 con Prince al First Avenue.
È lo zio paterno del rapper Drake.

## Discografia

### Con i Graham Central Station
- 1974 - Graham Central Station
- 1974 - Release Yourself
- 1975 - Ain't No 'Bout-A-Doubt It
- 1976 - Mirror
- 1977 - Now Do U Wanta Dance
- 1978 - My Radio Sure Sounds Good to Me
- 1979 - Star Walk
- 1992 - Live In Japan
- 1996 - Live In London
- 1996 - The Best of Larry Graham and Graham Central Station, Vol. 1
- 1999 - GCS2000
- 2001 - The Jam: The Larry Graham & Graham Central Station Anthology 2001

### Solista
- 1980 - One in a Million You
- 1981 - Just Be My Lady
- 1982 - Sooner or Later
- 1983 - Victory
- 1985 - Fired Up
- 2000 - Chillin'

### Singoli
| Anno | Titolo                                      | Album                | US Hot 100 | US R&B | UK Chart |
| ---- | ------------------------------------------- | -------------------- | ---------- | ------ | -------- |
| 1980 | One in a Million You                        | One in a Million You | 9          | 1      |          |
| 1980 | When We Get Married                         | One in a Million You | 76         | 9      |          |
| 1981 | Guess Who                                   | Just Be My Lady      |            | 69     |          |
| 1981 | Just Be My Lady                             | Just Be My Lady      | 67         | 4      |          |
| 1982 | Sooner or Later/ Don't Stop When You're Hot | Sooner or Later      |            | 27 16  |          |
| 1983 | I Never Forget Your Eyes                    | Victory              |            | 34     |          |